# Borzoi
Borzoi (Ryska: snabb), även kallad rysk vinthund är en hundras från Ryssland. Den är en långhårig vinthund som ursprungligen användes till hetsjakt. Idag är den framförallt sällskapshund som är populär till hundutställningar och för att tävla i lure coursing.

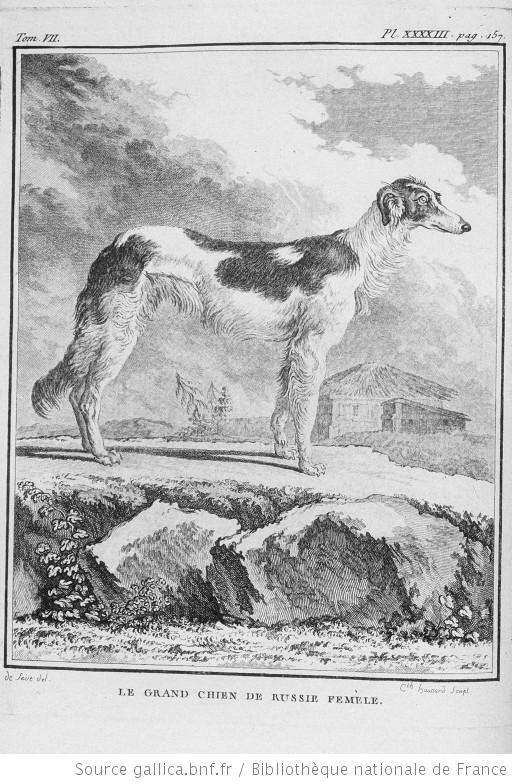

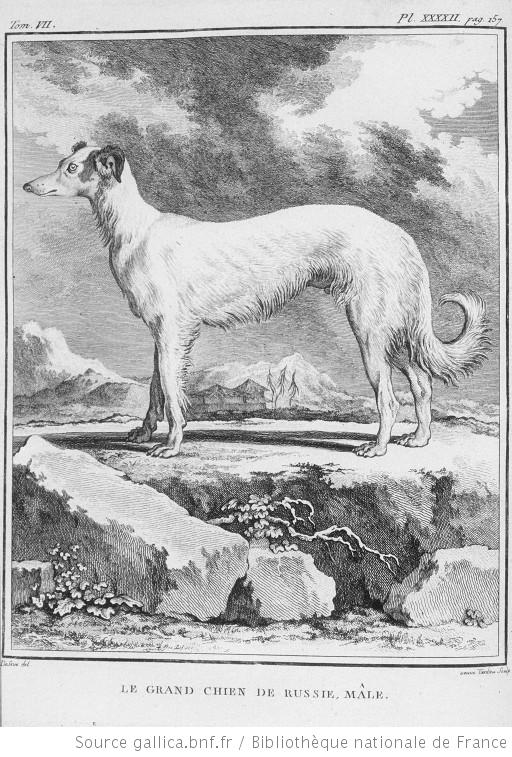
Ryska vinthundar från Georges-Louis Leclerc de Buffons (1707-1788) stora naturalhistoria från mitten av 1700-talet.

## Historia
Borzoiens ursprung är oklart. Enligt en vanlig teori introducerades både hundarna och hetsjakten då Djingis khans mongoler invaderade Ryssland på 1200-talet. Men det äldsta skriftliga vittnesbördet om ryska vinthundar är från Adémar de Chabannes' (988–cirka 1030) Chronicon aquitanicum et francicum där det beskrivs hur Anna av Kiev (1024–1075) hade med sig tre stycken då hon anlände till Frankrike för att gifta sig med Henrik I. I Sofiakatedralen i Kiev finns fresker från 1100-talet som visar hur lockiga vinthundar jagar vildsvin och hjort. De äldsta ryska texterna om hetsjakt med hund är från 1200-talet. Från 1650 finns en utförlig beskrivning av borzoien som har kallats den första "rasstandarden".
Borzoi användes till jakt på varg, räv, harar och hjort. Hundarna släpptes i koppel om tre, en så kallad svora, och skulle hålla fast bytet tills jägaren hann fram. Denna jakt var ett nöje för aristokratin. Varje gods hade sin egen uppfödning och det fanns många olika typer av ryska vinthundar, som alltså var av synnerligen heterogen typ. När livegenskapen avskaffades 1861 upplöstes många stora gods och färre kunde hålla sig med borzoi. Den främsta uppfödningen fram till ryska revolutionen bedrevs på tre berömda kennlar: storfurst Nikolaj Nikolajevitj Romanovs Perchina, Arten Balderovs Woronzova och tsar Nikolajs Gatchina. Det är från dessa tre kennlar de västeuropeiska och amerikanska stammarna härstammar. 
På grund av deras koppling till aristokratin dödades borzoihundar i mängder av kommunister under ryska revolutionen, vilket ledde till att de blev sällsynta. På 1940-talet fanns mindre fickor av arten i USA, Storbritannien och Ryssland, men de minskade snabbt. Efter revolutionen hade aveln i Västeuropa och USA fortsatt, helt och hållet med inriktning på sällskap och utställning, varför borzoien med tiden blivit betydligt elegantare. En sovjetisk soldat, Constantin Esmont, övertygade sin regering om att rasen var viktig, och på 1950-talet startades ny uppfödning i Ryssland grundad på de spillror av rasen som levt kvar tillsammans med europeiska importer.

## Egenskaper
Det kan konstateras att detta är en modig och handlingskraftig hund. Dess miljö är de fria vidderna och farten och den kan tävla med greyhounds i snabbhet. Den är en mycket kärvänlig hund, som kan överraska sin ägare med sin klokhet.
En borzoi finner oftast föga intresse i att exempelvis hämta en slängd pinne, men tycker det är kul att "jaga" pinnen när man kastar den. Det är också välkänt att många borzoier kan öppna och länsa kylskåp om de får tillfälle. Dess jaktinstinkter är dock fortfarande intakta. När den får syn på en hare, grannens katt eller ett rådjur kan den lätt ta upp jakten och försvinna in i skogen.
Dagens borzoi är väl anpassad till det moderna samhället och dess främsta uppgift är numera att vara en familjemedlem och fungerar utmärkt som sällskapshund.

## Utseende
Dess päls är, i motsats till vad man skulle kunna tro, ganska lättskött. Lång och mjuk som silke, är den mycket motståndskraftig, och sand och lera faller ur när den torkar.